# Kráska v nesnázích
Kráska v nesnázích est un film tchèque réalisé par Jan Hřebejk, sorti en 2006. 

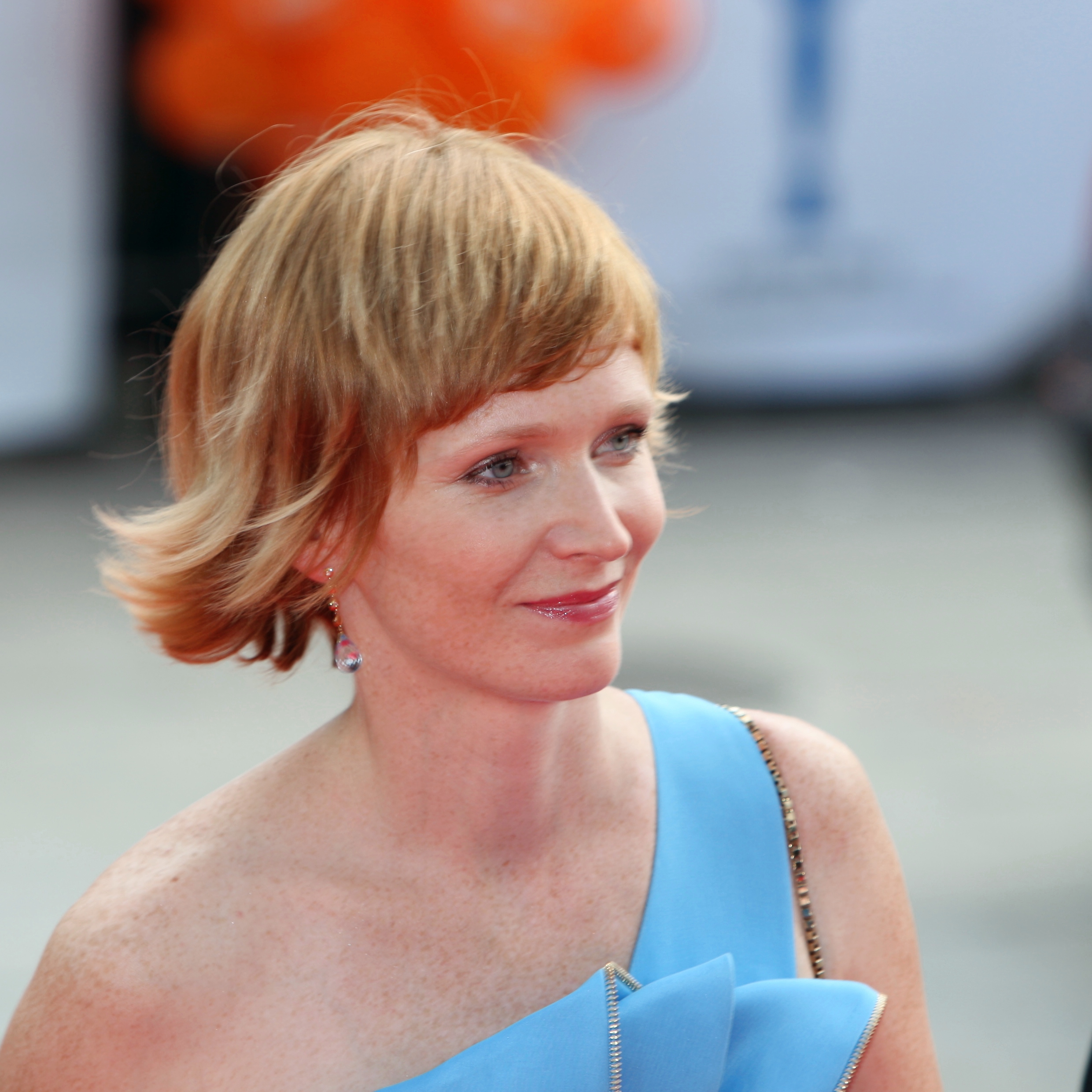
L'actrice principale du film, Anna Geislerová, ici au 44^{e} Festival international du film de Karlovy Vary

Il s'inspire d'un poème de Robert Graves, racontant l'amour d'une femme envers deux hommes.

## Synopsis
Marcela vit avec son mari Jarda et leurs deux enfants. Un jour, elle quitte son mari et va vivre chez sa mère qui est remariée. Mais l'intolérance de ce dernier et la pression psychologique qu'il exerce ne font qu'aggraver la situation. Marcela rencontre Evžen – homme solitaire et très  sensible, ami d'enfance de son mari – qui, après avoir émigré, est devenu un homme aisé, équilibré et décidé. Il revient en République tchèque uniquement pour vendre quelques propriétés récupérées lors du processus de restitution des biens. Evžen offre à Marcela un nouveau départ. Elle se retrouve alors face à un dilemme.

## Fiche technique
- Titre original : Kráska v nesnázích
- Titre anglais : Beauty in trouble
- Réalisation : Jan Hřebejk
- Scénario : Petr Jarchovský, adapté du poème de Robert Graves
- Musique : Radůza, Glen Hansard
- Production : Ondřej Trojan
- Pays d'origine :  République tchèque
- Genre : Comédie dramatique
- Durée : 110 minutes
- Année de réalisation : 2005
- Année de sortie :
  - en République tchèque : 2006
  - États-Unis : 2008
  - en France : À venir.

## Distribution
- Aňa Geislerová : Marcela
- Jiří Schmitzer
- Emília Vášáryová
- Josef Abrhám
- Roman Luknár
- Jiří Macháček
- Jan Hrušínský
- Jana Brejchová